# South Hams
South Hams – dystrykt w hrabstwie Devon w Anglii.

## Miasta
- Dartmouth
- Ivybridge
- Kingsbridge
- Modbury
- Salcombe
- Totnes

## Inne miejscowości
Ashprington, Aveton Gifford, Avonwick, Berry Pomeroy, Bickleigh, Bigbury, Blackawton, Brixton, Brownston, Buckland, Buckland-Tout-Saints, Capton, Charleton, Chillington, Chivelstone, Churchstow, Cornwood, Cornworthy, Dartington, Dean Prior, Diptford, Dittisham, Down Thomas, East Allington, East Portlemouth, Ermington, Frogmore and Sherford, Hallsands, Halwell, Halwell and Moreleigh, Harberton, Harford, Holbeton, Holne, Hope Cove, Kingston, Kingswear, Littlehempston, Loddiswell, Malborough, Marldon, Newton and Noss, North Huish, Puslinch, Rattery, Ringmore, Roborough, Shaugh Prior, Sherford (miasto), Sherford (wieś), Slapton, South Brent, South Huish, South Milton, South Pool, Sparkwell, Staverton, Stoke Fleming, Stoke Gabriel, Stokenham, Strete, Thurlestone, Ugborough, Wembury, West Alvington, West Buckfastleigh, Woodleigh, Yealmpton.